# Mota-Engil
Mota-Engil SGPS, S.A. ist ein portugiesisches Bauunternehmen und in Portugal und dem portugiesischen Sprachraum Marktführer in den Bereichen Hochbau, Tiefbau, Hafenbetriebe, Abfall, Wasser und Logistik.

## Geschichte
Die Gruppe wurde 1946 in der portugiesischen Gemeinde Amarante gegründet und ist auch dort noch offiziell eingetragen, wenngleich seine eigentliche Hauptverwaltung inzwischen in Porto angesiedelt ist. Ein weiteres Büro unterhält Mota-Engil in Oeiras bei Lissabon. Das Unternehmen unterhält Niederlassungen in Europa, Afrika und Amerika.
Mota-Engil SGPS, eine Holdinggesellschaft, wird in der PSI 20, dem wichtigsten Aktienindex der Euronext in Lissabon gelistet. Die Mota-Engil-Gruppe besteht aus drei Haupt-Geschäftsbereichen: Ingenieurwesen und Bau, Umwelt und Verkehr, Dienstleistungen und Konzessionen. Sie betreibt in 19 Ländern Niederlassungen und Unternehmensbeteiligungen, darunter: Martifer, Ascendi und Suma. Mota-Engil zählt zu den Top Hundert europäischen Bauunternehmen.
Die Mota-Engil Central Europe S.A. ist Teil der Mota-Engil-Gruppe und hat seinen Sitz in Krakau, Polen. Das Unternehmen übernimmt hauptsächlich die Generalunternehmerschaft für Straßen- und Brückenbau, Industrie- und Wohnungsbau als Generalunternehmer. Das Unternehmen ist in Polen, Tschechien, der Slowakei, Ungarn und Rumänien tätig. Darüber hinaus ist Mota-Engil Central Europe SA Hersteller von Asphaltmischgut, Brückenfertigteilen und alle Arten von Beton.
Im Oktober 2010 unterzeichneten die staatliche angolanische Ölgesellschaft Sonangol, die Banco Privado Atlântico (BPA) und Mota-Engil ein Memorandum zur Gründung Mota-Engil Angola. Sonangol und BPA beteiligen sich demnach mit 31 Prozent an der Neugründung, der Rest bleibt im Besitz von Mota-Engil SGPS.